# San Marino op het Eurovisiesongfestival 2008

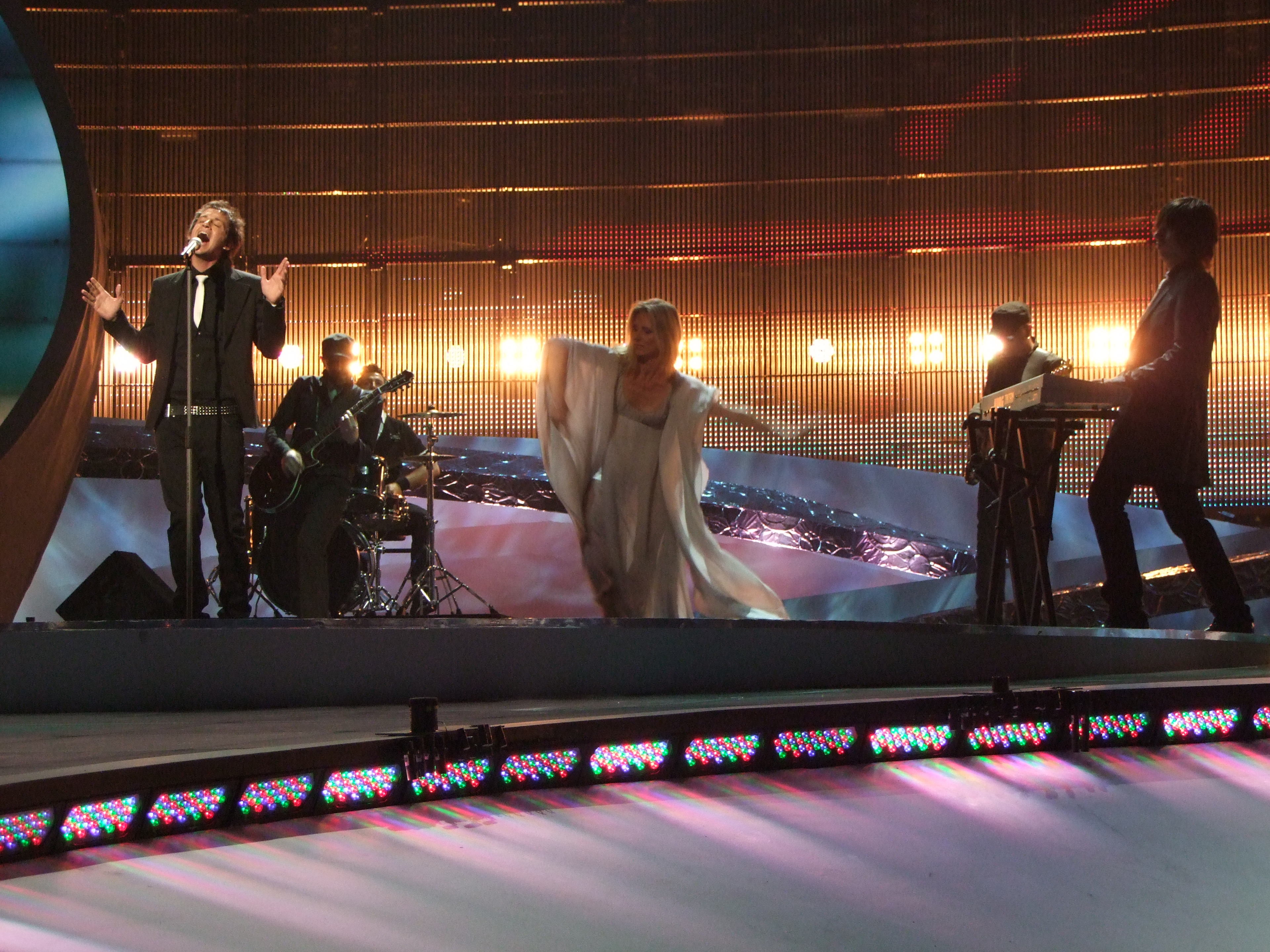
Miodio tijdens de eerste halve finale.

San Marino deed mee aan het Eurovisiesongfestival 2008 in Belgrado, Servië. Het was de eerste deelname van het land op het Eurovisiesongfestival. SMRTV was verantwoordelijk voor de San Marinese bijdrage voor de editie van 2008.

## Selectieprocedure
Op november 2007 gaf de San Marinese nationale omroep te kennen te zullen deelnemen aan de volgende editie van het Eurovisiesongfestival. Op 11 maart werd bekend dat de groep Miodio het land zou vertegenwoordigen met het lied Complice.

## In Belgrado
In Belgrado trad San Marino aan in de eerste halve finale. Na de optredens bleek San Marino niet in de enveloppen te zitten met de gekwalificeerde landen. Na afloop van het festival bleek dat San Marino op de laatste plaats was gestrand, met vijf punten. Drie punten kregen ze van Griekenland en twee punten van Andorra.

### Gekregen punten

#### Halve finale 1
| 12 punten | 10 punten | 8 punten      | 7 punten  | 6 punten |
| --------- | --------- | ------------- | --------- | -------- |
|           |           |               |           |          |
| 5 punten  | 4 punten  | 3 punten      | 2 punten  | 1 punt   |
|           |           | - Griekenland | - Andorra |          |

### Punten gegeven door San Marino

#### Halve finale 1
Punten gegeven in de eerste halve finale:
| 12 punten | Griekenland |
| 10 punten | Polen       |
| 8 punten  | Armenië     |
| 7 punten  | Noorwegen   |
| 6 punten  | Roemenië    |
| 5 punten  | Moldavië    |
| 4 punten  | Finland     |
| 3 punten  | Nederland   |
| 2 punten  | Israël      |
| 1 punt    | Montenegro  |

#### Finale
Punten gegeven in de finale:
| 12 punten | Griekenland         |
| 10 punten | Israël              |
| 8 punten  | Armenië             |
| 7 punten  | Noorwegen           |
| 6 punten  | Verenigd Koninkrijk |
| 5 punten  | Portugal            |
| 4 punten  | Turkije             |
| 3 punten  | Albanië             |
| 2 punten  | Denemarken          |
| 1 punt    | Roemenië            |

2008 · 2009-2010 · 2011 · 2012 · 2013 · 2014 · 2015 · 2016 · 2017 · 2018 · 2019 · 2020 · 2021 · 2022 · 2023 · 2024 · 2025